# GoSeeYou
 (octobre 2019).
GoSeeYou est une application de rencontres conçue à l’intention des célibataires à la recherche d’une relation sérieuse. Elle est développée par la firme Nomad Solutions Mobile basée à Québec (Canada). L’objectif de GoSeeYou est d’accélérer les rendez-vous hors-lignes.

## Historique
GoSeeYou est fondée en 2017 par Mélanie Trudel. L’application est annoncée aux médias le 14 février 2017. Avant son lancement officiel, on[Qui ?] comptait plus de 1 000 utilisateurs de GoSeeYou.

## Fonctionnement

### Fonctionnalités de l'application
Avant sa mise en ligne, les failles et les irritants des autres applications de rencontres concurrentes telles que Tinder sont relevés lors d'une étude de marché qui dure presque un an. Des tests sont réalisés avec des utilisateurs aux États-Unis, à Cuba et au Japon.
L'application permet de faire défiler les profils des personnes sélectionnés en fonction de l'orientation sexuelle et de la position géographique de l'usager.

### Options payantes
L'application est rendue payante depuis janvier 2022. L'utilisateur ne peut envoyer que 12 « See You » par jour. Le forfait « Diamant », payant, propose un nombre illimité de « See You ».

### Partenaires
Les revenus de l'application sont générés grâce à des annonceurs. En effet, GoSeeYou offre une visibilité aux entreprises avec une section « Idées de sorties / Promo ». On[Qui ?] y trouve des entreprises partenaires qui offrent des rabais et des promotions exclusives aux utilisateurs de GoSeeYou.

## Utilisateurs
On[Qui ?] compte environ 60 000 personnes inscrites sur GoSeeYou depuis sa création. La majorité de ces personnes sont québécoises et ont en moyenne entre 30 et 50 ans.